# 許爾舍希佩特峰
71°52′S 6°48′E / 71.867°S 6.800°E
許爾舍希佩特峰是南極洲的山峰，屬於穆利格-霍夫曼山脈的一部分，是約許爾許爾夏山的東北部，海拔高度3,085米，現時受南極條約體系管理。

## 外部連結
- Scientific Committee on Antarctic Research (SCAR)